# Petrichus anomalus
Espèce
Synonymes
- Bacillocnemis anomala Mello-Leitão, 1938

Petrichus anomalus est une espèce d'araignées aranéomorphes de la famille des Philodromidae.

## Distribution
Cette espèce est endémique d'Argentine. Elle se rencontre dans les provinces de Buenos Aires,  de Río Negro, de La Pampa, de Mendoza, de San Luis, de Córdoba et de Catamarca.

## Description
La femelle holotype mesure 5 mm.
Les mâles mesurent de 3,65 à 4,51 mm et les femelles de 4,19 à 5,79 mm.

## Systématique et taxinomie
Cette espèce a été décrite sous le protonyme Bacillocnemis anomala par Mello-Leitão en 1938. Elle est placée dans le genre Petrichus par Griotti, Grismado, Roig-Juñent et Ramírez en 2022.

## Publication originale
- Mello-Leitão, 1938 : « Algunas arañas nuevas de la Argentina. » Revista del Museo de La Plata, Nueva Serie, vol. 1, p. 89-118.